# Felix Sandman
Karl Felix Wilhelm Sandman (Provincia de Estocolmo, 25 de octubre de 1998) es un actor, cantante y compositor sueco, reconocido por su asociación con la banda FO&O, con la que publicó dos álbumes de estudio, Off the Grid (2014) y FO&O (2017); y por su papel protagónico en la serie de televisión de 2019 Quicksand.

## Carrera

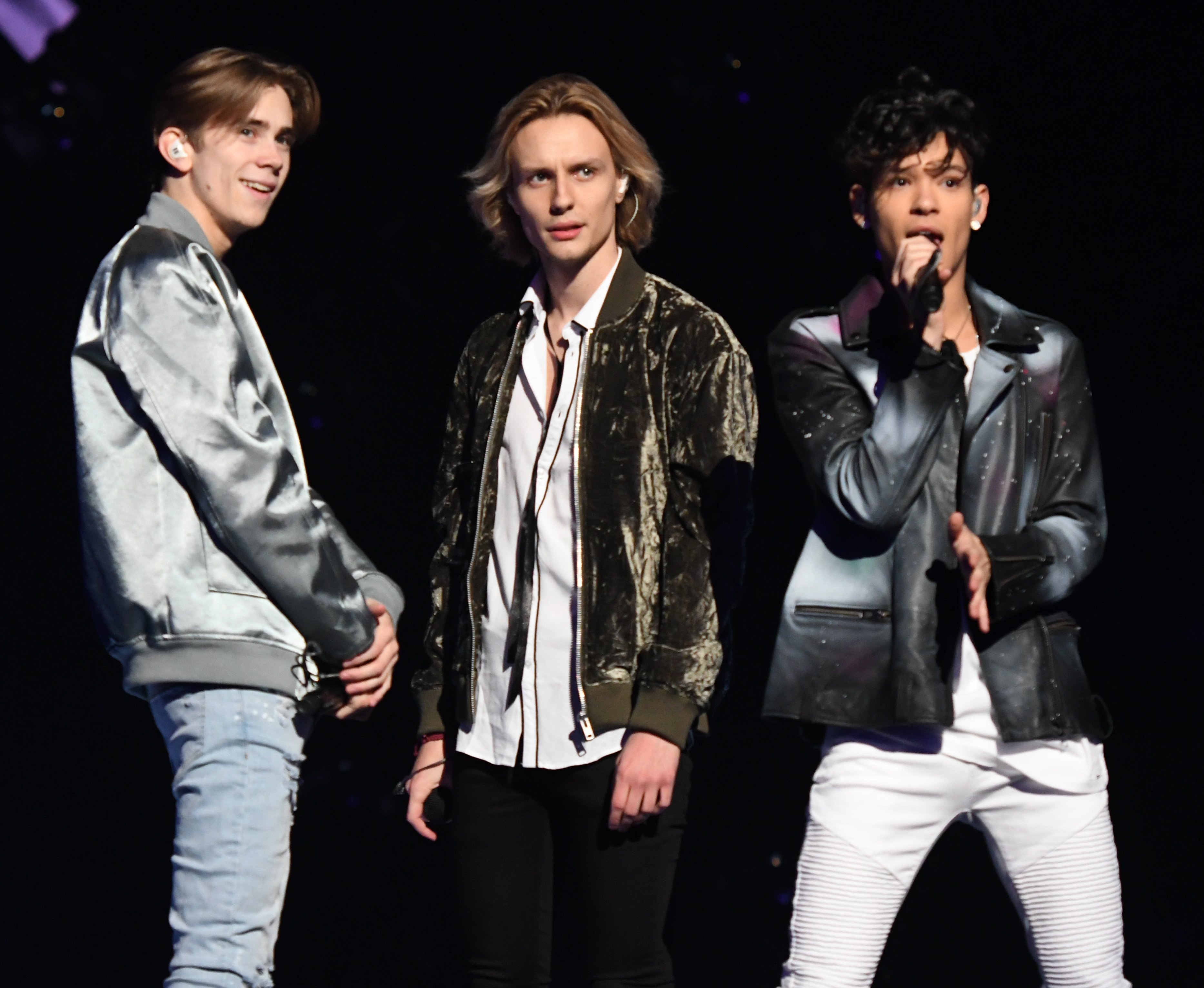
FO&O en el Melodifestivalen de 2017

En 2017 la banda FO&O se separó y Sandman inició una carrera en solitario. Su primer sencillo, "Every Single Day", se ubicó en la primera posición de las listas de éxitos suecas. Un año después participó en el concurso Melodifestivalen 2018, accediendo a la semifinal y enfrentándose a Mimi Werner por un lugar en la gran final. Sandman ganó el duelo y logró acceder a la final, terminando en la segunda posición. Ese mismo año publicó su álbum debut, Emotions. En 2019 logró reconocimiento a nivel internacional por protagonizar la serie de televisión sueca Quicksand junto con Hanna Ardéhn. La primera temporada, de seis episodios, fue estrenada el 5 de abril de 2019 en la plataforma Netflix.

## Discografía

### Álbumes
| Título   | Detalles                                                                                   | Posición en listas |
| Título   | Detalles                                                                                   | SUE                |
| -------- | ------------------------------------------------------------------------------------------ | ------------------ |
| Emotions | - Lanzamiento: 14 de septiembre de 2018 - Discográfica: TEN Music Group - Formato: Digital | 3                  |

### Sencillos
| Título                                             | Año  | Posición en listas | Certificaciones | Álbum    |
| Título                                             | Año  | SUE                | Certificaciones | Álbum    |
| -------------------------------------------------- | ---- | ------------------ | --------------- | -------- |
| "Every Single Day"                                 | 2018 | 1                  |                 | Emotions |
| "Tror du att han bryr sig" (con Benjamin Ingrosso) | 2018 | 7                  | - GLF: Platino  |          |
| "Imprint"                                          | 2018 | 52                 |                 | Emotions |
| "Lovisa"                                           | 2018 | 34                 |                 | Emotions |
| "Miss You Like Crazy"                              | 2019 | —                  |                 |          |
| "Something Right"                                  | 2019 | 85                 |                 |          |

## Filmografía
- 2013 - Vi är bäst!
- 2019 - Quicksand
- 2019-  Home for Christmas